# Переволока (Парчівський повіт)
Переволока, або Пшевлока (пол. Przewłoka) — село в Польщі, у гміні Парчів Парчівського повіту Люблінського воєводства. Населення — 463 особи (2011).

## Історія
Населення Переволоки належало до української етнографічної групи хмаків.
У часи входження до складу Російської імперії належало до Радинського повіту Сідлецької губернії.
За даними етнографічної експедиції 1869—1870 років під керівництвом Павла Чубинського, у селі переважно проживали польськомовні римо-католики, меншою мірою — греко-католики, які також розмовляли польською.
У 1975—1998 роках село належало до Білопідляського воєводства.

## Населення
Демографічна структура станом на 31 березня 2011 року:
|          | Загалом | Допрацездатний вік | Працездатний вік | Постпрацездатний вік |
| -------- | ------- | ------------------ | ---------------- | -------------------- |
| Чоловіки | 233     | 51                 | 153              | 29                   |
| Жінки    | 230     | 34                 | 134              | 62                   |
| Разом    | 463     | 85                 | 287              | 91                   |